# 香川富太郎
香川 富太郎（かがわ とみたろう、1853年9月25日（嘉永6年8月23日）- 1937年（昭和12年）12月17日）は、日本の陸軍軍人。最終階級は陸軍中将。安芸国（現：広島県）出身。

## 経歴
1853年9月25日（嘉永6年8月23日）、安芸国（現・広島県）に生まれる。広島藩学問所（現：修道中学校・高等学校）に学ぶ。1877年（明治10年）陸軍少尉として西南戦争に従軍。歩兵第1連隊附として1894年（明治27年）日清戦争、1900年（明治33年）北清事変に出征。陸軍省軍務局歩兵課長を経て、1901年（明治34年）歩兵第48連隊長に就任し、歩兵大佐となった。1904年（明治37年）日露戦争に出征し、遼陽会戦、沙河会戦、旅順攻囲戦に参戦。1905年（明治38年）陸軍少将に昇格し歩兵第24旅団長となる。その後歩兵第35旅団長、歩兵第11旅団長を歴任し、1911年（明治44年）9月6日、陸軍中将に昇進と同時に予備役に編入された。1920年（大正9年）修道中学校（現：修道中学校・高等学校）理事長に就任。1937年（昭和12年）12月17日逝去。正5位 勲2等 功3級。

## 栄典・授章・授賞
位階
- 1910年（明治43年）3月22日 - 従四位[6]
- 1911年（明治44年）9月30日 - 正四位[7]

勲章等
- 1902年（明治35年）5月10日 - 明治三十三年従軍記章[8]